# Gebregiorgis Getahun
Gebregiorgis Getahun est un ancien joueur puis entraîneur éthiopien de football. Il a brièvement occupé le poste de sélectionneur de l'équipe nationale, durant six matchs en 1993.

## Carrière
Getahun est appelé à la tête de la sélection éthiopienne par les dirigeants de la fédération, afin de remplacer Tekalinge Kassahun, remercié à la suite du mauvais parcours réalisé par les Walyas lors des éliminatoires de la Coupe du monde 1994. Il prend l'équipe le 28 février 1993 lors d'un déplacement au Bénin, perdu sur le score de un but à zéro. Ce match est le dernier de la campagne qualificative et ne comporte aucun enjeu sportif. 
L'autre challenge du sélectionneur est de bien figurer dans les éliminatoires de la CAN, dont les deux premiers matchs ont été joués avant son arrivée. Cette mission est manquée puisque les Éthiopiens terminent à la troisième place de leur groupe, synonyme d'élimination. Son seul succès a lieu contre les Super Eagles du Nigeria, que les hommes de Getahun battent sur le plus petit des scores à Addis-Abeba, marquant à cette occasion le seul but encaissé par les Nigérians sur l'ensemble des qualifications.
Au match retour, à Lagos, le 24 juillet 1993, c'est une véritable correction que l'Éthiopie subit avec une défaite 6-0. Ce résultat n'est pas du goût de la fédération qui décide de licencier le sélectionneur et de suspendre l'équipe nationale de toute compétition sportive pendant un an. À l'issue de son mandat, Getahun affiche un bilan d'une victoire, deux nuls et trois défaites.
En 2005, il siège au Comité National auprès du Ministère de la Jeunesse et des Sports éthiopien.
En juin 2010, Getahun est nommé entraîneur de l'équipe d'Ethiopian Coffee, qui dispute le championnat de première division.